# Doylestown (Pensylwania)
Doylestown – miasto i gmina we wschodnich Stanach Zjednoczonych, stanie Pensylwania, w hrabstwie Bucks. Liczy 8,2 tys. mieszkańców (2000). 
Miasto jest znane między innymi ze względu na ważny ośrodek polonijny w Stanach Zjednoczonych. Funkcjonuje w nim Narodowe Sanktuarium Matki Bożej Częstochowskiej (tzw. „Amerykańska Częstochowa”). Na położonym tam cmentarzu zostało pochowanych wielu wybitnych przedstawicieli Polonii oraz został ustanowiony Pomnik Mściciela.
W Doylestown urodziła się piosenkarka Pink.